# فيرجيني ديمونت بريتون
فيرجيني إلودي ماري تيريز ديمونت بريتون (26 يوليو 1859 ، كوريير – 10 يناير 1935 ، باريس ) كانت رسامة فرنسية.

## سيرة شخصية
كان والدها جول بريتون وعمها إميل بريتون رسامين معروفين. ومن خلال والدها تعرفت على رسامين آخرين - وأكثرهم تأثيراً عليها هي روزا بونور التي أصبحت القدوة والمرشدة لفيرجينى.  و تزوجت من الرسام أدريان ديمونت عام 1880.
بدأت مسيرتها الفنية مبكراً وذلك بسبب نشأتها بعائلة تحتفي بالفن ولها صلات قوية مع الرسامين ، وانتهت من لوحتها الأولى في سن الرابعة عشرة.  وفي سن العشرين، استعرضت لوحاتها في معرض صالون المقام في باريس، حيث حصلت على إشادة واستحسان من الجمهور ، وبعد أربع سنوات ، فازت بالميدالية الذهبية في معرض أمستردام .
في عام 1890، انتقلت هي وزوجها إلى ويسانت ، وهي قرية صغيرة في Côte d'Opale ، حيث بنوا فيلا صممها المهندس المعماري البلجيكي Edmond De Vigne [الإنجليزية] . يُطلق عليه "تايفونيوم" ، وهو على الطراز المصري الحديث ، وتمّ اعتباره نصبًا تاريخيًا في عام 1985. 
عرضت ديمونت بريتون أعمالها في قصر الفنون الجميلة ، ومبنى الأطفال ، ومبنى المرأة في المعرض الكولومبي العالمي لعام 1893 الذي أقيم في شيكاغو ، إلينوي. 
عملت كرئيسة لاتحاد الرسامات والنحاتات من عام 1895 إلى عام 1901 ، على الرغم من أنها استقالت لفترة قصيرة من الوقت في عام 1892 ، بسبب خلاف بينها وبين الاتحاد حول عدم تطبيق العدالة في نظام التصويت من وجهة نظرها.  عملت مع Hélène Bertaux بأقصى جهد لفتح مدرسة الفنون الجميلة للطالبات ؛ و تم تحقيق هذا الهدف في عام 1897، وبفضل نجاحها في هذا المسعى ، مُنحت الفنانات الفرصة ليس فقط للتواجد في الأوساط الأكاديمية ، ولكن أيضًا القدرة على استخدام الأدوات الفنية التي لم تكن متاحة لهن في السابق - مثل عارضات الأزياء العاريات.  كانت ديمونت بريتون ثاني امرأة تُمنح وسام جوقة الشرف - بعد معلمتها روزا بونور التي حازت عليها أولاََ - في عام 1894 ،  وأصبحت ضابطة في عام 1914. وقبلها بعام تم انتخابها لل الأكاديمية الملكية للفنون الجميلة (أنتويرب) عام 1913
اعتادت ديمونت بريتون رسم صور شخصية ومشاهد تاريخية ، ولكن بعد انتقالها إلى ويسانت ، تحولت إلى رسم الصيادين وعائلاتهم بأسلوب الرسم الواقعي .
في عام 1889 ، اقتبس الرسام فنسنت فان جوخ نسخته الخاصة من أحد أعمالها ، L'Homme Est en Mer ( Her Man is Out to Sea = زوجها في البحر ). كما رسمت مشاهد للأمومة والأطفال، تصوّر الأمهات بشكل قوي داخل الطبيعة.

## صالة عرض

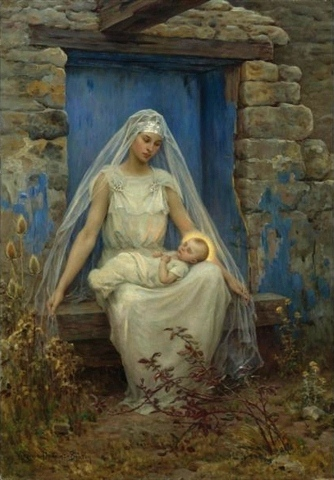
ألما ماتر
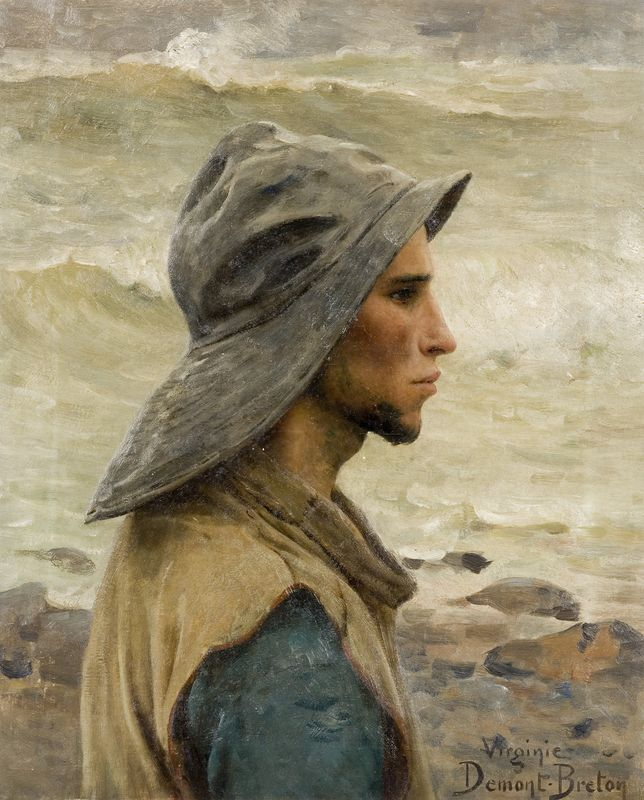
صياد شاب
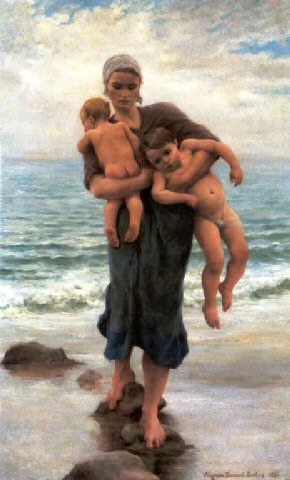
زوجة الصياد
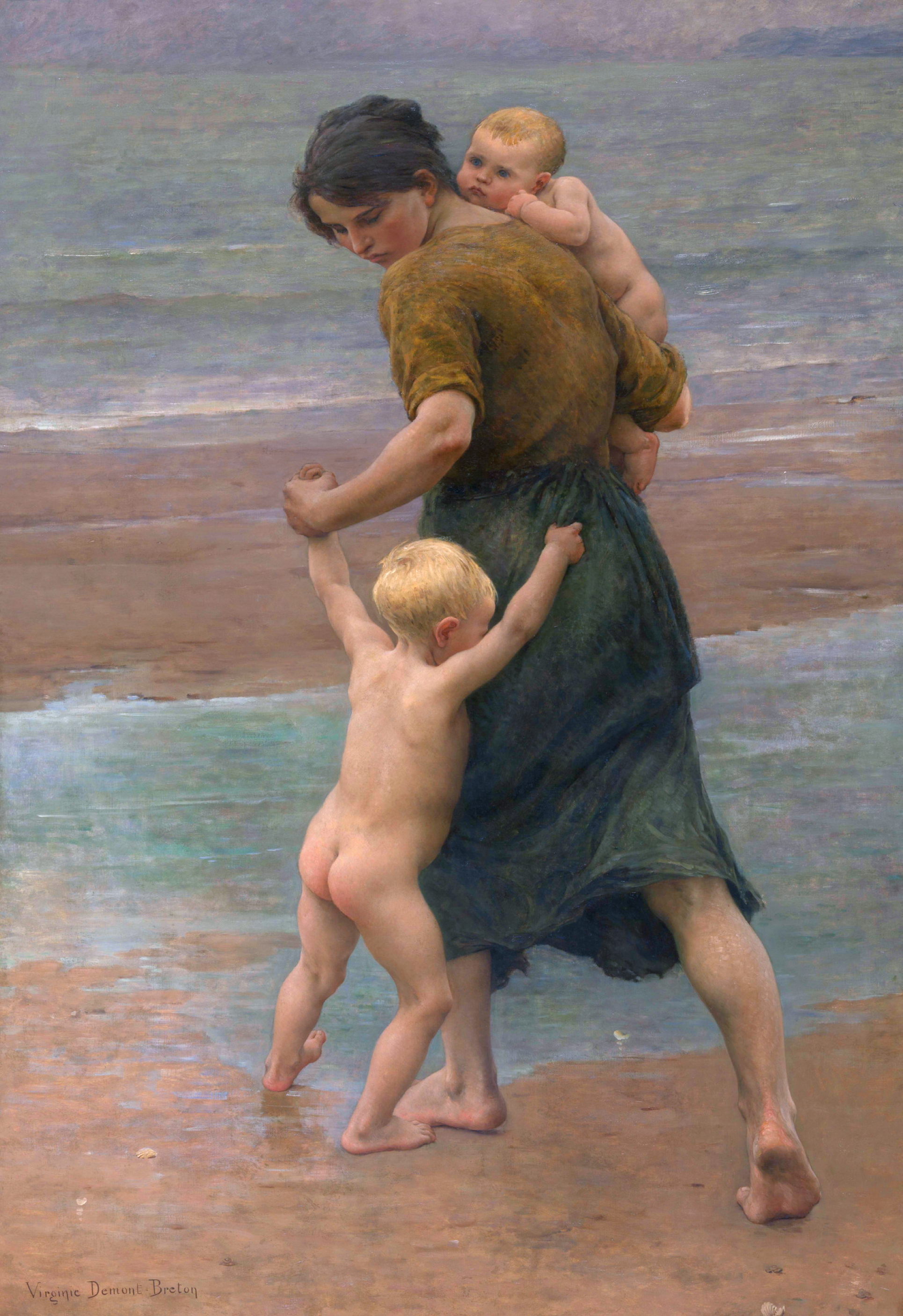
إلى الماء
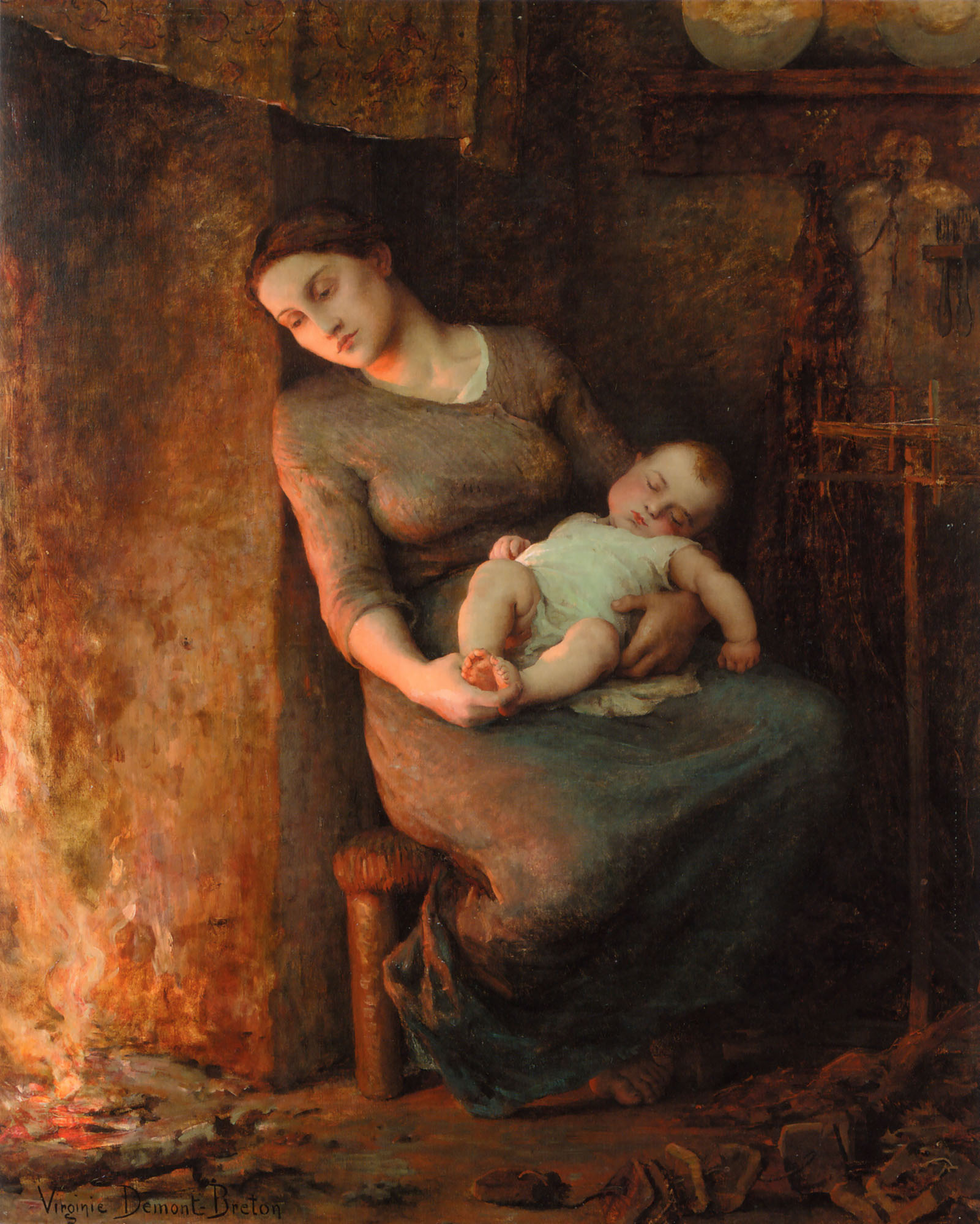
رجلها في البحر بواسطة فيرجيني ديمونت بريتون
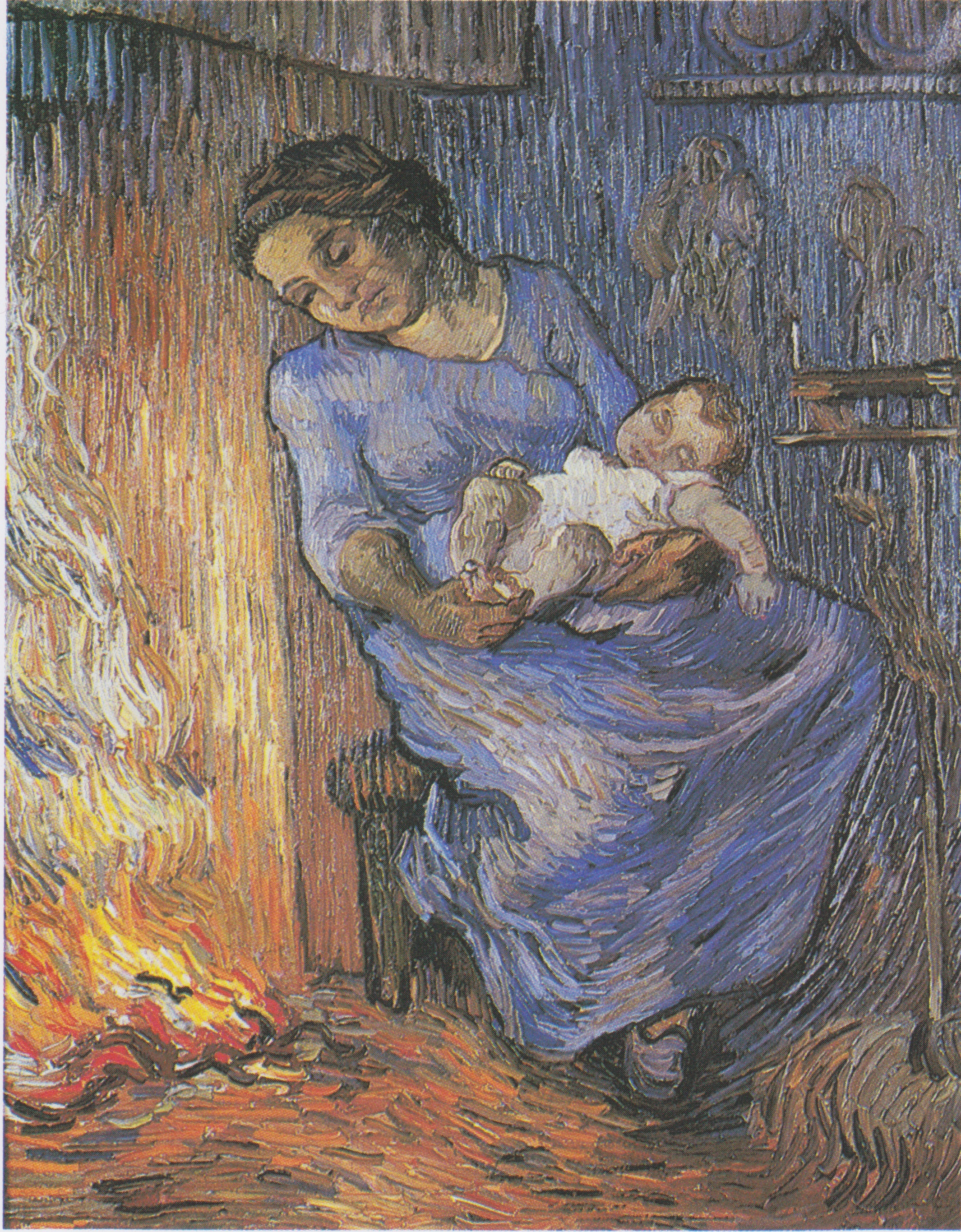
رجلها في البحر (بعد ديمونت بريتون) ، بقلم فنسنت فان جوخ ، 1889 ، مجموعة خاصة
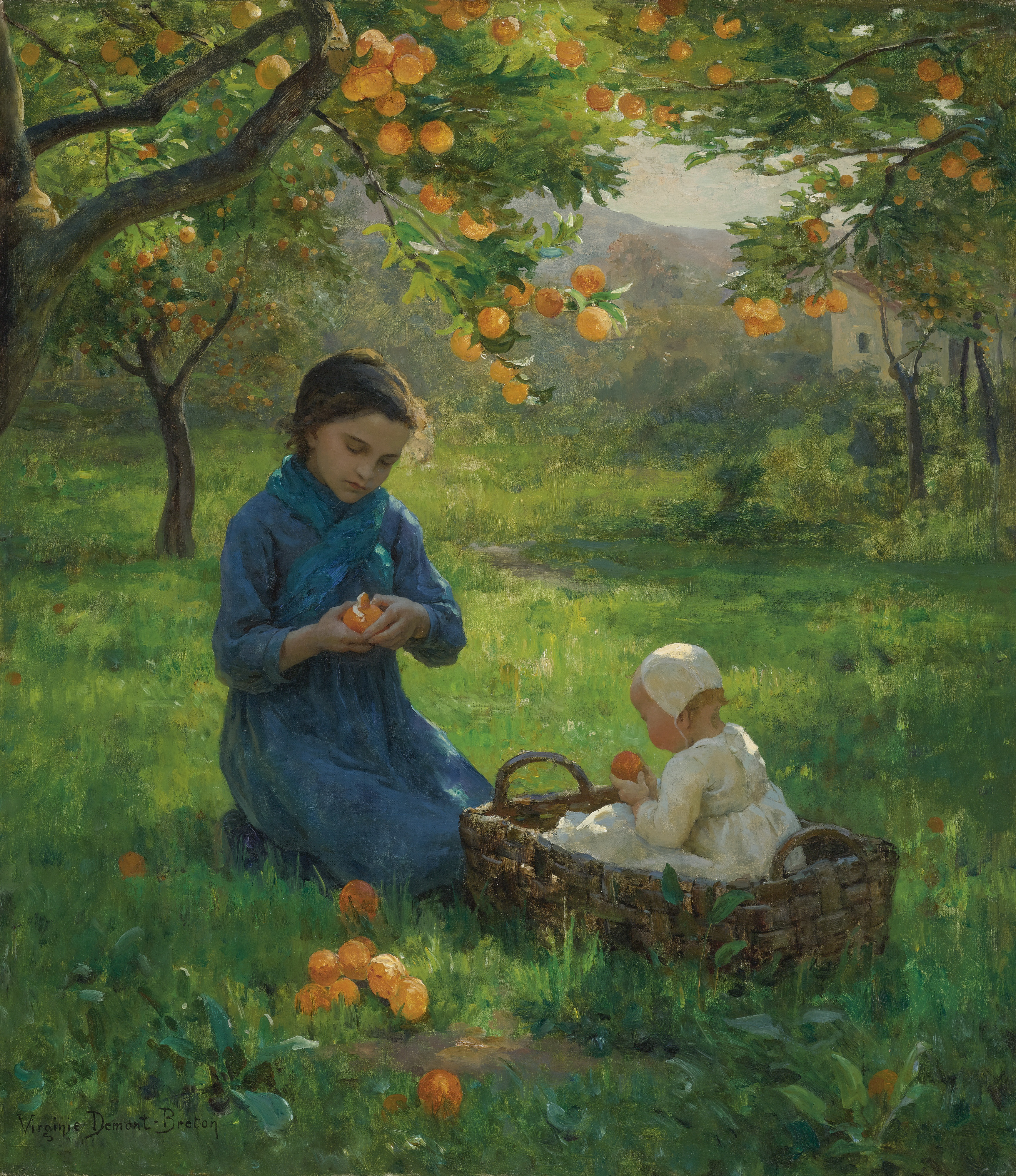
تحت شجرة البرتقال
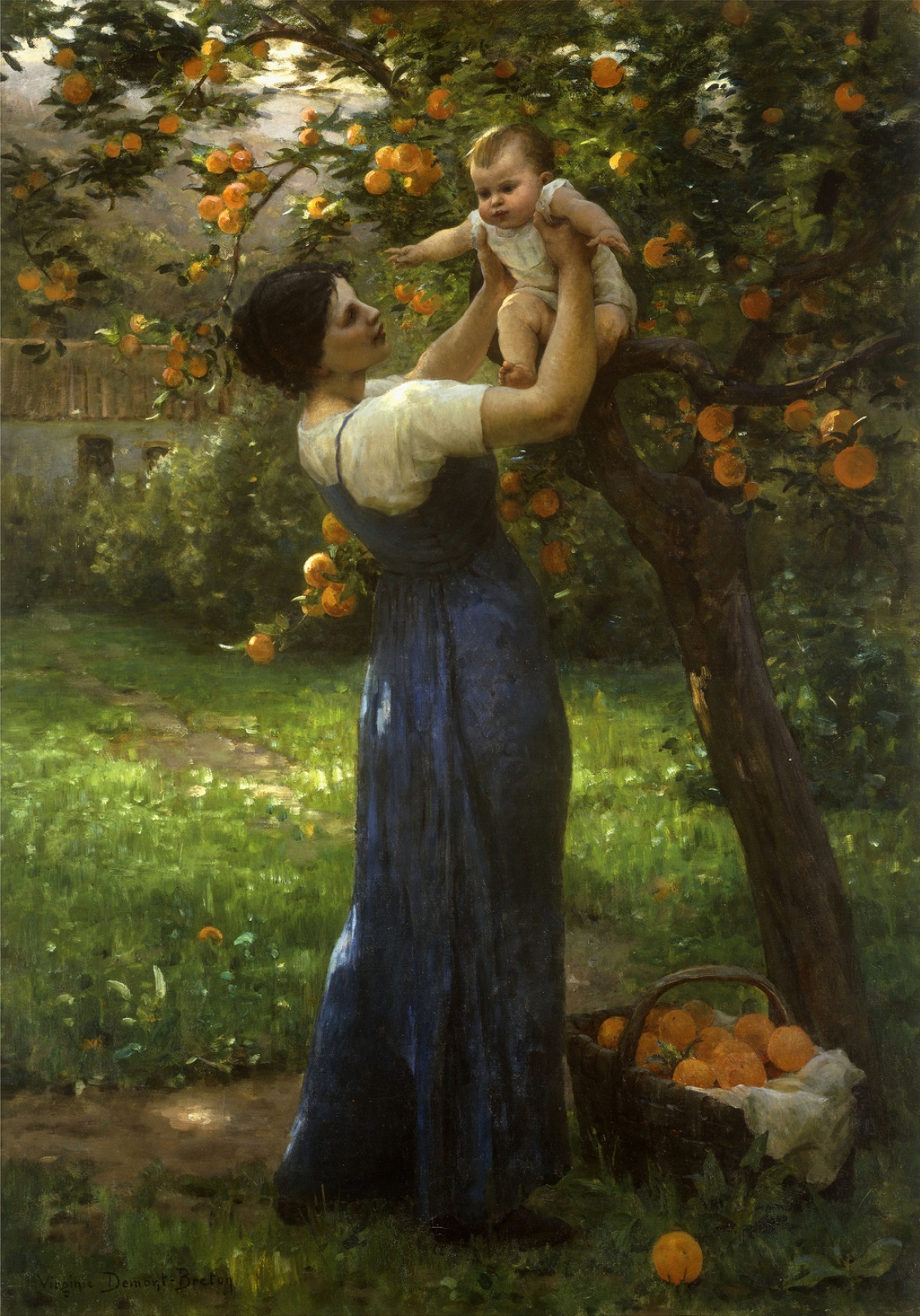
أم وطفلها في بستان برتقال
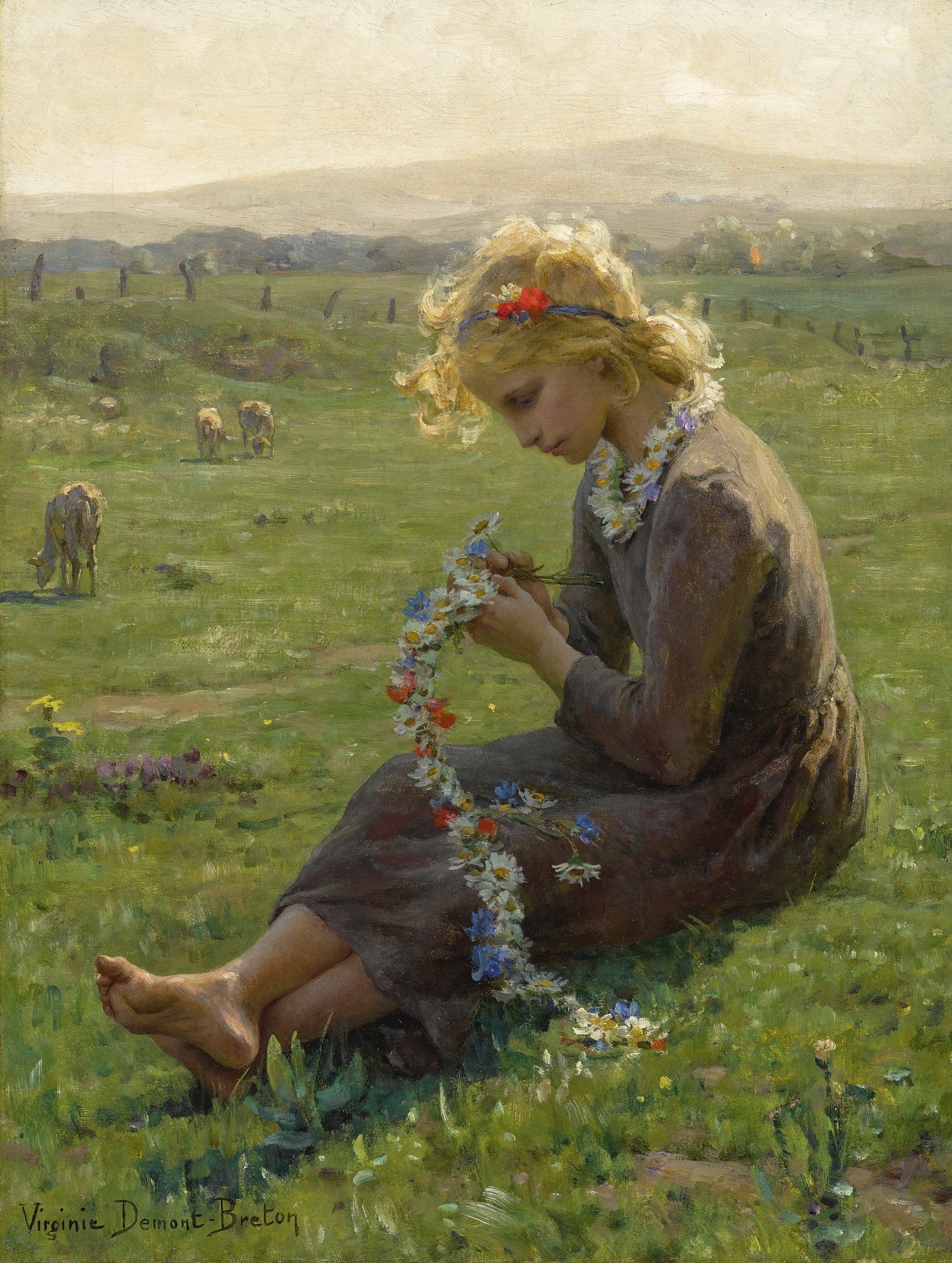
فتاة مع إكليل من الزهور البرية

## كتابات
- Tendresses dans la tourmente. 1914-1919 poésies, Alphonse Lemerre, Paris 1920
- Les maisons que j'ai connues. Plon-Nourrit, Paris 1926

## روابط خارجية
- Virginie Demont-Breton's biography :  @ Virginie Demont-Breton's biography
- ArtNet: More works by Demont-Breton
- Biography @ Wiki Pas-de-Calais.

قالب:Authority control (arts)